# Fred Treacey
Frederick S. Treacey (1847 – Após 1876), foi um jogador profissional de beisebol que jogou como outfielder na  National Association e National League de 1871 até 1876. Treacey jogou pelo Chicago White Stockings, Philadelphia Athletics, Philadelphia White Stockings, Philadelphia Centennials e New York Mutuals. Seu irmão, Pete Treacey, foi seu companheiro de time nos Mutuals em 1876.